# チェット・ウォーカー
チェット・ウォーカー（Chet Walker, 1940年2月22日 - 2024年6月8日）は、アメリカ合衆国の元バスケットボール選手、映画プロデューサー、脚本家。バスケット選手としてプロリーグNBAのフィラデルフィア・76ers、シカゴ・ブルズそれぞれのチームの中心選手として活躍し、1967年の76ers優勝に大きく貢献した。引退後に映画界へ転身した。

## NBAキャリア
チェット・ウォーカーことチェスター・ウォーカーは少年時代を貧困の中で過ごしたが、バスケットボールで評価を得て奨学金を獲得し、ブラッドリー大学に進学。3シーズンのプレイで24.4得点12.8リバウンドを記録し、AP通信のオールアメリカにも3シーズン全てで選ばれた。

### フィラデルフィア・76ers
大学卒業後、1962年のNBAドラフトで12位指名を受けてシラキュース・ナショナルズ（後のフィラデルフィア・76ers）に入団。当時のナショナルズはリバウンドが取れるフロントラインの選手を必要としており、大学時代にリバウンダーとしても活躍したウォーカーを指名した。ウォーカーはルーキーイヤーに12.3得点7.2リバウンドを記録し、オールルーキー1stチームに選ばれた。
シラキュースからフィラデルフィアに本拠地を移し、フィラデルフィア・76ersと改名した1963-64シーズンには中心選手のレッド・カーがシーズンの半分を欠場し、またリー・シェーファーが電撃引退したため、チーム内でのウォーカーの価値が飛躍的に高まり、このシーズンは17.3得点10.3リバウンドと初めて平均ダブル・ダブルを達成し、オールスターにも選ばれた。しかし彼の活躍もカーとシェーファーの穴を埋めるには至らず、このシーズンの76ersは34勝46敗と負け越した。
翌1964-65シーズンに76ersの命運を大きく変えるトレードが行われる。ウィルト・チェンバレンの76ers入団である。チェンバレンの獲得でチーム成績は確実に上昇したが、一方あらゆるスタッツを独占するチェンバレンにウォーカーの成績は吸い上げられ、また新人ルーク・ジャクソンの活躍もあって、このシーズンのウォーカーは13.2得点6.3リバウンドと平凡な数字に終わった。
しかし翌1965-66シーズンにはチェンバレン、ハル・グリアに続くチーム第3の得点源として定着し、またビリー・カニンガムの入団で76ersは55勝25敗の好成績を記録した。チェンバレン、カニンガム、そしてウォーカーのトリオは当時リーグ最強のフロントラインと評され、76ersを強豪チームに押し上げ、また翌シーズンに掴む大きな成功への原動力となった。
1966-67シーズン、ヘッドコーチにアレックス・ハナムが就任。ハナムはチェンバレンに集中していた得点を分散させる方針をとることでチームのオフェンスの効率性を上げることに成功。ウォーカーもその方針の恩恵を受けてこのシーズンは76ersでのキャリアハイとなる19.3得点8.1リバウンドを記録した。76ersはフランチャイズ記録であり、また当時のNBA記録でもあった68勝13敗という高勝率を記録。そしてプレーオフでは地区決勝でボストン・セルティックスを破り、ファイナルに進出した。76ersのファイナル進出はNBAの歴史を変える快挙であり、セルティックスがプレーオフで敗れるのは9年ぶりのことであり、東地区のチームがプレーオフでセルティックスを破るのは実に11年ぶりのことだった。そしてファイナルではフィラデルフィア・ウォリアーズを4勝2敗で破り、優勝を果たした。ウォーカーはこのプレーオフで平均21.7得点とレギュラーシーズンを上回る活躍をみせ、さらにファイナルではウォリアーズの大黒柱、ネイト・サーモンドを好ディフェンスで苦しめ、また自身も第4戦では33得点をあげるなど、チームの優勝に大きく貢献した。このシーズンの76ersは1980年に発表された『NBA35周年オールタイムチーム』でNBA史上最も偉大なチームに選ばれている。
ウォーカーはその後の2シーズンも76ersの中心選手として活躍したが、チェンバレンがチームを離れた翌1968-69シーズン終了後、ジム・ワシントンらとの交換でシカゴ・ブルズにトレードされることになった。7シーズン尽くしたチームからの放出に衝撃を受け、またフィラデルフィアに家も建てていたウォーカーは一時は引退も考えたが、ブルズへのトレードを受け入れた。

### シカゴ・ブルズ
ウォーカーはブルズでさらに得点アベレージを伸ばし、移籍元年には21.5得点7.7リバウンドを記録。ウォーカーがキャリアハイとなる22.0得点7.3リバウンド、リーグ1位となるフリースロー成功率85.9%を記録した翌1970-71シーズンにブルズは51勝31敗の好成績を記録した。ブルズはこのシーズンを皮切りに4シーズン連続で50勝以上を達成し、また1974-75シーズンには初の地区優勝を果たすなど、当時のウエスタン・カンファレンスを代表する強豪チームとしての時代を過ごしていたが、ウォーカーはボブ・ラブ、ジェリー・スローンらと並ぶチームを支える主力選手の一人だった。
しかしウォーカーの要求する20万ドルの年俸に球団側が首を縦に振らなかったことで両者の関係がこじれ、球団側がウォーカーをトレードすることも放出することも拒否したことから、ウォーカーはブルズとNBAを独占禁止法違反として裁判に訴えた。裁判はウォーカー側の敗訴に終わり、1974-75シーズン終了後にウォーカーは現役引退を決意した。ウォーカーのラストシーズンの成績は膝の故障に悩まされていたにもかかわらず19.2得点5.7リバウンドと未だ全盛期での引退だった。
NBA通算成績は13シーズン1032試合出場で、18,831得点7,314リバウンド、平均18.2得点7.1リバウンドだった。
2024年6月8日、カリフォルニア州ロングビーチで死去。NBAはウォーカーが死去したことを発表した。84歳没。

### 主な業績
- NBAファイナル制覇：1967年
- オールルーキー1stチーム：1963年
- オールスター出場：1964年, 1966年, 1967年, 1970年, 1971年, 1973年, 1974年
- フリースロー成功率1位：1971年

## プロデューサー業
引退後、ウォーカーは親しかった映画プロデューサーのゼヴ・ブラウンの誘いにより、テレビ映画の制作に携わった。
主な作品
- The Mary Thomas Story　（1989年）
- Holy Angels　（1995年）
- Long Time Coming: A Black Athlete's Coming-Of-Age in America　（1995年）
- Glass Shield　（1995年）